# Samantha Ronson

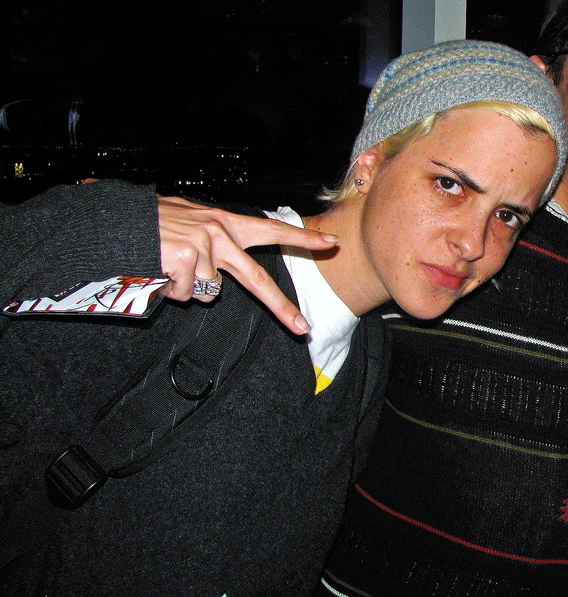
Samantha Ronson.

Samantha Ronson (ur. 7 sierpnia 1977 w Londynie) – angielska piosenkarka, autorka tekstów i didżejka; siostra producenta muzycznego Marka Ronsona. Ma także siostrę bliźniaczkę, Charlotte, która jest projektantką mody. Deklaruje się jako lesbijka, a ze względu na romans z aktorką i wokalistką Lindsay Lohan, jest obecna w prasie bulwarowej i serwisach plotkarskich.

## Single
- „Pull My Hair Out” (2004)
- „Built This Way” (2004)
- „Fool” (2004)